# Lưu Đăng (Đại vương)
Lưu Đăng (chữ Hán: 刘登, ? - 133 TCN), tức Đại Cung vương (代共王), là vương chư hầu nhà Hán trong lịch sử Trung Quốc.
Lưu Đăng là con trai đích trưởng của Đại Hiếu vương Lưu Tham, cháu nội của Hán Văn Đế Lưu Hằng. Sử sách không ghi lại năm sinh và tên người mẹ củu Lưu Đăng.
Năm 162 TCN, phụ thân Lưu Tham lâm bệnh mất khi còn khá trẻ, Lưu Đăng lên kế tập tước vương, vẫn đóng đô ở Tấn Dương. Sử sách không cho biết những việc làm của ông lúc ở nước Đại
Năm 133 TCN, Lưu Đăng qua đời. Ông làm Đại vương 29 năm, được đặt tên thụy là Cung vương. Thái tử Lưu Nghĩa lên nối ngôi, là Đại Cương vương.